# Dhu l-Kadr
Dhu l-Kadr o Dhu-l-Qadr (àrab: ذو القدر, Ḏū l-Qadr; turc: Dulkadırlılar) fou una dinastia turcmana que va governar entre el 1337 i el 1522 a Elbistan, a la regió entre Maraix i Malatya, primer com a vassalla dels mamelucs i després dels otomans. El 1522 l'emir Alí Beg, tot i que fou lleial als otomans i va participar en la campanya d'Egipte, fou assassinat junt amb tota la seva família directe, i l'emirat annexionat, esdevenint el beglegbegilik de Dhul-Kadriyya amb capital a Maraix, que aviat va donar nom a la divisió administrativa. Es va dividir en cinc sandjaks: Maraix, Malatya, Aintab, Kars (Kadirli) i Sameysat.
Els membres de la família van gaudir de privilegis, com d'una família mediatitzada, ocupant diversos càrrecs oficials fins al final del període otomà. Les tribus Dhul-Kadirlü s'estenien per Anatòlia oriental i l'Azerbaidjan persa.

## Llista d'emirs
- Zayn al-Din Karadja ben Dhul Kadir 1337-1353
- Ghars al-Din Khalil (fill) 1353-1387
- Shaban Suli (germà) 1387-1398
- Sadaka 1398-1399
- Nasir al-Din Muhammad (fill de Ghars al-Din) 1399-1442
- Suliman (fill) 1442-1454
- Malik Arslan (fill) 1454-1466
- Shah Budak (germà) 1466-1468
- Shah Suvar (germà) 1468-1472
- Shah Budak (segona vegada) 1472-1479
- Ala al-Dawla Bozkurt (germà) 1479-1515
- Ali Beg Dhul-Kadr (fill de Shah Suvas) 1515-1522